# Ґунь
Ґунь (кит.: 棍) або Бан (кит.: 棒) — довга палиця з дерева або бамбука, іноді з металу або обшита металом. Використовується в бойових мистецтвах як зброя.

## Опис
Зазвичай ґунь виробляють з дерева Ligustrum lucidum або ротанґа, оскільки ці матеріали міцні, легкі та гнучкі. Новіші версії також виготовляються з інших легких матеріалів, наприклад карбонового волокна. Також ґунь може бути виготовлений з металу і важити близько 10 кілограмів.
Довжина ґуню варіюється в межах 1,3-2,6 метри, а деякі досягають 4 метрів у довжину. Зазвичай довжина бану залежить від росту користувача.
Ґунь, як правило, товстіший в основі та тонший у верхній частині.
Бан також є синонімом ґунь, але в китайській мові він може використовуватися на позначення булави або бити. Школа Чань вказує, що бан — це короткий ціпок такої довжини, що, поставлений пердикулярно землі, один з кінців повинен досягати висоти пупка практикуючого.

## Класифікація
Існують різні види ґунів, і вони включають наступні:
- Хоуґунь — мавпячий посох
- Бяньґунь
- Фенмо — посох божевільного демона
- Тяньці — посох Тяньці
- Ву ху цюн ян ґунь — посох п'яти тигрів і стада кіз
- Нунчаку — двосекційний ґунь
- Тайцзи шисан ґунь
- Тайцзи да ґунь
- Тайцзи ґунь
- Басян ґунь — посох восьми фей
- Баґуа цисін ґунь — семизірковий жезл Баґуа
- Ляньцзя — ціп
- Байланґунь — північний ґунь
- Нанґунь — південний ґунь

У сучасній практиці північна палка (байланґунь) та південна (нанґунь) використовуються найчастіше в бойових мистецтвах.

## Історія
Вважається одним із найстаріших видів зброї в Китаї. У Бінь, Лі Сіндун і Юй Гунбао кажуть, що ґунь є батьком всієї зброї. З часом ґунь разом з цянем (槍, qiāng) , цзянем (劍, jiàn) та дао (刀, dāo) став одним з основним видів зброї в ушу.
З давніх часів люди використовували різні повсякденні інструменти як зброю для самозахисту. Одним з таких повсякденних предметів був ґунь. Спершу її використовували як носій для зберігання товарів або дерев'яного відра, наповненого водою.
Ґрунтуючись на історичних записах, вперше палицю як зброю застосував дзен-буддійський священик Татмо Ковсу або Бодгідгарма в 517 році до нашої ери.
Гун застосовували в ближньому поєдинку і її перевагою було те, що дальність її атаки більша, ніж у ножа. Проте ґунь в основному викликає тупі травми та синці, а їх смертоносність менша, ніж у ножів.
У боротьбі з японськими піратами при династії Мін ченці в деяких місцях використовували як зброю велику кількість металевих ґунів, які допомогли дати опір японським піратам.
Теорія використання палиці була викладена в «Класиці меча» військовому посібнику епохи династії Мін, написаному Юй Дайо.
Під китайським впливом в Японії з'явився місцевий варіант гуна під назвою бо. Коли японський імператорський уряд (1314 р.) заборонив жителям Окінави носити гостру зброю, бо став альтернативним засобом самооборони.